# Keppler Mediengruppe

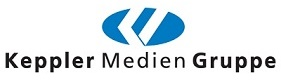
Logo der Keppler Medien Gruppe

Die Keppler Mediengruppe (Eigenschreibweise: Keppler Medien Gruppe), P. Keppler Verlag GmbH & Co. KG, war ein deutsches Unternehmen mit Hauptsitz in Offenbach am Main. Der Gründer Paul Keppler baute nach dem Krieg das Unternehmen, das sich 1964 in Heusenstamm ansiedelte, auf. Die Verlage der Keppler Mediengruppe waren in Familienbesitz. Das operative Verlagsgeschäft wurde zum 31. Juli 2019 eingestellt.
Mitte 2015 wurden die Zeitschriften „Pharma Rundschau“ und „PTA Professional“ eingestellt und das Portal apotheke-aktuell.com Ende Juni 2015 vom Netz genommen.
Die drei verbliebenen und im Herbst 2019 eingestellten Zeitschriften der Keppler Mediengruppe bedienten die Märkte der Papier-, Druck- und Verpackungsindustrie.

## Medien
- apr – Aktuelle Papier-Rundschau und apr Wellpappe – Das Magazin zum Thema Wellpappe: Wirtschaft und Technik,[6]

Die Zeitschriften der Keppler Mediengruppe waren:
- avr – Allgemeiner Vliesstoff-Report,  zweisprachige Fachzeitschrift für die Vliesstoffbranche,
- VR – Verpackungs-Rundschau für Packmittel-Budgets und Investitionsentscheider in Unternehmen, die abgepackte Produkte herstellen
- Sonderhefte mit verschiedenen Inhalten

## Fachmagazine

### VR Verpackungs-Rundschau
2002 wurde die eingestellte Zeitschrift Verpackungsberater in die Verpackungs-Rundschau integriert.
Als Fachmagazin mit 12 Ausgaben pro Jahr zum Thema Verpackung berichtete die Zeitschrift über Aspekte des industriellen Abpackens. Spezialisiert war es in den Bereichen Verpackungsentwicklung, Technik, Einkauf, Marketing und Design. Die VR Verpackungs-Rundschau wurde im Herbst 2019 eingestellt.

### Allgemeiner Vliesstoff-Report
Die zweisprachige Fachzeitschrift sollte Herstellern, Veredlern, Verarbeitern und Verwendern von Vliesstoffen, technischen Textilien und Geotextilien als Orientierung über die internationale Entwicklung im Vliesstoffbereich dienen. Der avr war auf den Gebieten Vliesstofferzeugung und -verarbeitung, Vliesstoffveredelung, der Rohstoffe und Hilfsmittel, der technischen Textilien, Maschinen und Geräte spezialisiert. Die Fachzeitschrift Allgemeiner Vliesstoff-Report wurde im Herbst 2019 eingestellt.

### apr Aktuelle Papier-Rundschau
apr war eine deutsche Papierfachzeitschrift für die Papierwirtschaft in kaufmännischer und technischer Hinsicht. Zielgruppen der Fachzeitschrift waren Papiererzeuger, Papierverarbeiter, der Papiergroßhandel und Altpapierhändler außerdem Maschinenhersteller, Softwarehersteller und Dienstleister. Die Papier-Rundschau erschien mit 8 Ausgaben im Jahr in deutscher Sprache mit monatlich wechselnden Schwerpunktthemen.
Die Fachzeitschrift Aktuelle Papier-Rundschau wurde im Herbst 2019 eingestellt. Die letzte Ausgabe erschien im September 2019.

### Pharma Rundschau
Die Pharma Rundschau wurde mit der Ausgabe Juni 2015 eingestellt. Die Auflage betrug zuletzt 25.000 Exemplare, wovon ein Viertel verkauft wurden und der Rest als Freiexemplare an Apotheken gingen.

### PTA Professional
Die Zeitschrift PTA Professional wurde mit der Ausgabe Juni 2015 eingestellt. Die Auflage betrug zuletzt 25.000 Exemplare, wovon ein Viertel verkauft wurden und der Rest als Freiexemplare an Apotheken gingen.